# Вернер Фресдорф
Вернер Фресдорф (нім. Werner Fresdorf; 9 листопада 1908, Магдебург — 9 жовтня 1939, Мунстер) — німецький офіцер-підводник, капітан-лейтенант крігсмаріне.

## Біографія
5 квітня 1927 року вступив на флот. З 1 жовтня 1931 року служив на торпедному катері «Люкс», з 6 березня 1932 року — «Ягуар», з 25 березня 1932 року — знову на «Люксі». 1-23 лютого 1933 року пройшов курс зенітної артилерії в училищі берегової артилерії у Вільгельмсгафені, після чого повернувся на «Люкс». З 29 вересня 1933 року — торпедний офіцер торпедного училища в Мюрвіку. З 22 грудня 1933 року служив в дивізії корабельних гармат «Нордзе» у Вільгельмсгафені. 10-17 лютого 1934 року перебував на лікуванні. З 24 вересня 1934 року — 1-й навчальний офіцер на легкому крейсері «Емден». З 10 листопада 1934 по 14 червня 1935 року взяв участь у плаванні за кордон. З 1 липня по 26 серпня 1935 року пройшов курс підводника, з 27 серпня по 4 вересня 1935 року — курс використання гірокомпаса, після чого був направлений на будівництво підводного човна U-17. З 3 грудня 1935 року — командир U-17, одночасно з 22 листопада 1936 по 25 вересня 1937 року — референт з торпед у флотилії підводних човнів «Веддіген». 5 жовтня 1937 року переданий в розпорядження Військово-морської академії в Кілі, з 31 березня по 3 квітня і з 13 по 19 червня 1938 року служив на борту авізо «Грілле». З 7 серпня 1938 року — референт з підводних човнів в Управлінні морської війни ОКМ. Загинув в авіакатастрофі.

## Звання
- Кандидат в офіцери (5 квітня 1927)
- Морський кадет (11 жовтня 1927)
- Фенріх-цур-зее (1 квітня 1929)
- Оберфенріх-цур-зее (1 червня 1931)
- Лейтенант-цур-зее (1 жовтня 1931)
- Оберлейтенант-цур-зее (1 жовтня 1933)
- Капітан-лейтенант (1 жовтня 1936)

## Нагороди
- Медаль «За вислугу років у Вермахті» 4-го і 3-го класу (12 років)
- Орден морських заслуг (Іспанія) 1-го класу (1 лютого 1940, посмертно)
- Орден військових заслуг (Іспанія) 1-го класу, білий дивізіон (1 січня 1941, посмертно)